# 臺灣產物保險
臺灣產物保險股份有限公司，簡稱臺產，是臺灣於1948年3月12日所成立的保險公司，其前身包含大成火災海上保險及其他11家保險公司。

## 沿革

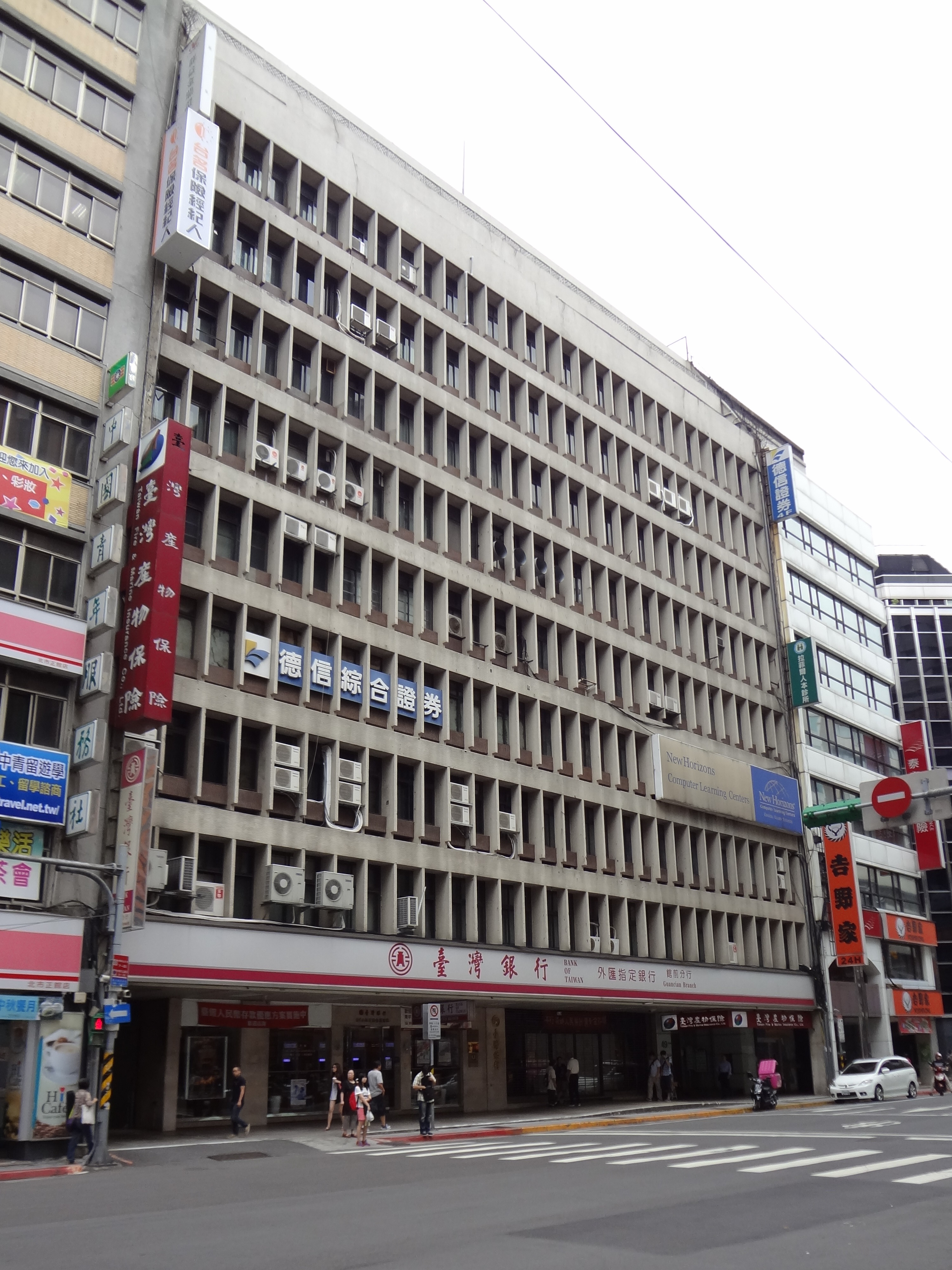
臺灣產物保險懷德大樓

- 1946年3月，臺灣省行政長官公署委託大成火災海上保險概括承受其他在台11家日資保險公司，並由臺灣銀行、臺灣土地銀行、第一商業銀行、彰化銀行、華南銀行、臺灣航業、臺灣鐵路管理局等單位投資共舊臺幣1,000萬元所組成臺灣產物保險；6月大成火災海上保險在臺資產被接收，同月「臺灣產物保險公司籌備處」成立。
- 1948年3月12日，省營事業單位「臺灣產物保險」成立，為目前臺灣歷史最悠久之產險公司。
- 1968年，臺灣省合作金庫、臺灣企銀及台灣中興紙業等單位陸續加入投資臺灣產物保險。
- 1997年9月30日，臺灣產物保險於臺灣證券交易所股票上市。
- 1998年1月22日，臺灣產物保險改制為民營公司。
- 2000年6月，選任首任民營董事長。
- 2005年8月，經金融監督管理委員會核准，臺灣產物保險設立臺產資產管理。
- 2010年6月，資本額新臺幣36.38億元。
- 2013年12月，獲標準普爾調升為「A-/穩定」、中華信用評等調升為【twAA】展望「穩定」。
- 2014年，蟬聯金融監督管理委員會證券期貨局「資訊揭露評鑑」最高等級『A++』，為保險業唯一。
- 2015年9月，成立臺灣產物保險文教基金會。
- 2016年，獲選納入臺灣證券交易所第二屆「臺灣公司治理100指數」成分股。
- 2017年，BSI集團頒發ISO 27001資訊安全管理系統證書、獲教育部體育署運動企業認證。
- 2018年，獲行政院農業委員會頒發「農業保險卓越貢獻獎」。
- 2019年，連續7年標準普爾授予「A-/穩定」、中華信評授予「twAA」展望「穩定」的信用評等，連續5年公司治理評鑑結果排名上市公司前20%。BSI集團頒發2019年「永續傑出獎」。

## 外部連結
- 臺灣產物保險 - 官方網站 （页面存档备份，存于）
- 臺灣產物保險 - 網路投保平台 （页面存档备份，存于）
- 臺灣產物保險 - 線上試算保費服務 （页面存档备份，存于）
- 臺灣產物保險LINE官方帳號 （页面存档备份，存于）
- 臺灣產物保險*Be With You*的Facebook粉絲專頁
- 臺灣產物保險 YouTube 頻道 （页面存档备份，存于）